# 李露露
李露露（1954年—），女，北京人，中国民俗学者。

## 生平
南開大學歷史系博物館專業毕业。李露露退休前曾在中国国家博物馆学术研究中心担任研究馆员，并在中国历史博物馆《馆刊》担任编辑。

## 著作
- 《中國古代節日文化》
- 《中國民間傳統節日》
- 《春牛辟地》
- 《媽祖信仰》
- 《媽祖神韻》，學苑出版，isbn 9787507710960